# Schönberg (Lauenbourg)
Pour les articles homonymes, voir Schönberg.
Schönberg est une commune allemande du Schleswig-Holstein, située dans l'arrondissement du duché de Lauenbourg (Kreis Herzogtum Lauenburg), à 13 kilomètres à l'est de la ville d'Ahrensburg. Schönberg est l'une des 25 communes de l'Amt Sandesneben-Nusse dont le siège est à Sandesneben.